# Маломихайлівка (Кам'янський район)
Маломиха́йлівка — село в Україні, у Криничанській селищній громаді Кам'янського району Дніпропетровської області. Розташоване за 20 км на південь від районного центру і за 18 км від залізничної станції Елізарове Придніпровської залізниці.
Населення — 754 мешканця.

## Географія
Розташована в центральній частині області на Придніпровській височині, за 5 км від лівого берега річки Грушівка. Сусідні населені пункти: села Діброва і Володимирівка. Через Маломихайлівку проходить автошлях Т 0420. У селі бере початок Яр Березнегуватий.

## Історія
Село засноване в середині 19 століття. В часи радянської влади тут розміщувалась центральна садиба колгоспу ім. Кірова, який мав 4641 га орної землі. Артіль — молочно-зернового напряму.

## Населення
- 831 ос. (1970)
- 754 ос. (2001)

### Мова
Розподіл населення за рідною мовою за даними перепису 2001 року:
| Мова            | Кількість | Відсоток |
| --------------- | --------- | -------- |
| українська      | 732       | 97.08%   |
| російська       | 20        | 2.66%    |
| білоруська      | 1         | 0.13%    |
| інші/не вказали | 1         | 0.13%    |
| Усього          | 754       | 100%     |

## Інфраструктура
У Маломихайлівці є школа, дитячий садок, ФАП, будинок культури, бібліотека.

## Відомі особистості
В поселенні народився:
- Биченко Дмитро Сидорович (1925—2016) — радянський хлібороб, Герой Соціалістичної Праці.